# Barberà de la Conca
Barberà de la Conca település Spanyolországban, Tarragona tartományban. Barberà de la Conca Pira, Tarragona, Solivella, Sarral, Tarragona, Cabra del Camp, Figuerola del Camp és Montblanc községekkel határos. Lakosainak száma 471 fő (2024).

## Népesség
A település népessége az elmúlt években az alábbi módon változott:
| Lakosok száma | 374  | 1458 | 1133 | 928  | 434  | 446  | 539  | 519  | 473  | 471  |
|               | 1717 | 1887 | 1936 | 1955 | 1981 | 2004 | 2009 | 2014 | 2019 | 2024 |